# 제이씨비공동생물과학연구소
제이씨비공동생물과학연구소는 생물학분야의 기초연구와 생명공학기술의 연구성과를 산업화기술에 응용함으로써 생명공학발전에 기여함을 목적으로 2008년 5월 19일 설립허가된 대한민국 과학기술정보통신부 소관의 재단법인이다. 사무실은 인천광역시 연수구 송도동 7-50에 있다.